# Марк Антоний Прим
Марк Антоний Прим (на латински: Marcus Antonius Primus; * 30/35, Толоза, днес Тулуза в Галия; † след 81 г.) е римски политик и генерал през 1 век.
Той е член на Сената по времето на император Нерон. Заради една интрига той губи сенаторския си статут през 61 г. и е изгонен от Рим. През 68 г. император Галба го приема отново в Сената и става главнокомандващ на 7 легион Галбиана в Панония. След смъртта на Галба и Отон, той е първо привърженик на Веспасиан и марширува с войската си против император Вителий в Италия.
През октомври 69 г. той го побеждава при Бедриакум и същия ден напада Кремона.
След това той пресича Апенините и тръгва против Рим като получава неочаквана съпротива от населението. Един ден след смъртта на Вителий на 20 декември той влиза в Рим.
Антоний Прим e de facto управляващ на Рим и получава от Сената отличителните знаци за консул. След пристигането на Гай Лициний Муциан в Рим, Антоний Прим напуска поста си заради обвинения за самостоятелни действия и жестокости. Той отива на Изток при Веспасиан, който го награждава за смелостта му, но го освобождава от военната служба. Прим се оттегля в родния си град. В писмата си император Домициан го споменава. През 96 г. Марциал пише в поема за него.